# Kazuki Katsuta
『Kazuki Katsuta』（カズキ・カツタ）は勝田一樹のアルバム。2014年3月5日、ZAIN RECORDSから発売された。

## 概要
勝田一樹が初の本名名義で発売したソロ・アルバム。自身のバンドであるDIMENSIONのレコーディングメンバーを中心にレコーディングを行った。「LONG WAY TO GO」はテレビ東京「ゴルフの真髄」エンディング・テーマ。

## 収録曲
全曲　作曲・編曲：勝田一樹（特記以外）
1. STREET DANCE
2. GOT IT GOIN' ON
3. CROSS ROAD
4. TRUE HEART
ストリングスアレンジ：池田大介
5. PERFECT FUTURE
ストリングスアレンジ：池田大介、ホーンアレンジ：野村裕幸
6. LONG WAY TO GO
7. W R T
8. MIDNIGHT BLACK
9. DR.JACKLE（カバー曲）
作曲：Jackie McLean
10. FREE

## レコーディング参加
- 勝田一樹（DIMENSION） - サックス
  - 増崎孝司（DIMENSION） - ギター[2]
  - 小野塚晃（DIMENSION） - ピアノ、キーボード[2]
  - 川崎哲平 - ベース[2]
  - 須藤満 - ベース[2]
  - 則竹裕之 - ドラム[2]
  - 野村裕幸 - トロンボーン